# وابستگی (رمان)
وابستگی یک رمان تخیلی تاریخی از سارا واترز است که در سال ۱۹۹۹ منتشر شد. این دومین رمان این نویسنده پس از اولین رمان او انحنای مخمل است.
داستان این رمان در انگلستان ویکتوریایی دهه ۱۸۷۰ می‌گذرد و داستان زنی به نام مارگارت پریور را روایت می‌کند که توسط گذشته‌ای مبهم تسخیر شده‌است و در تلاش برای درمان بیماری و افسردگی اخیر خود، بازدید از بخش‌های زنان زندان میلبانک را آغاز می‌کند. در حالی که او در آنجا مجذوب سلینا داوز معنوی‌گرا می‌شود، که با او وسواس پیدا می‌کند و رابطه نامناسبی را آغاز می‌کند. این داستان که به‌عنوان یک رمان معمایی نوشته شده‌است، به‌عنوان مجموعه‌ای از یادداشت‌های روزانه نوشته شده توسط هر دو شخصیت اصلی متناوب می‌شود.

## اقتباس در فیلم
این رمان توسط اندرو دیویس در فیلمنامه اقتباس شد. این فیلم بلند بر اساس اقتباس دیویس از وابستگی در ۱۹ ژوئن ۲۰۰۸ در شب افتتاحیه فیلم لاین، جشنواره بین‌المللی فیلم سانفرانسیسکو، در تئاتر کاسترو به نمایش درآمد. این فیلم برای اولین بار در بریتانیا در ۲۸ دسامبر ۲۰۰۸ نمایش داده شد.